# The Kissing Booth
The Kissing Booth (Mi Primer beso en España y El stand de los besos en Hispanoamérica) es una comedia romántica adolescente de 2018 basada en la novela homónima de la autora Beth Reekles. La película fue lanzada el 11 de mayo de 2018 por Netflix.

## Resumen
Elle Evans es una estudiante de preparatoria que ha intentado pero nunca ha sido besada y no ha tenido pareja, para la recaudación de fondos, Elle y Lee deciden poner un puesto de besos sin imaginar que terminaría besando a Noah, el chico más guapo del último año de preparatoria y hermano de Lee. Tras darse cuenta de que sienten algo el uno por el otro, se ven envueltos en un romance secreto, el problema es que Lee y Elle tienen unos tratos, y en esos tratos dice que no pueden tener nada con los hermanos de su mejor amigo. Elle tendrá que decidir entre la amistad de Lee  o seguir a su corazón y tener un romance público con Noah.
El stand de los besos se lanzó en Netflix el 11 de mayo de 2018 y el servicio lo calificó como un éxito comercial, debido a que los suscriptores lo vieron ampliamente.  La película fue criticada en gran medida por los críticos, que consideraron que su historia y temas eran clichés.  Una secuela, The Kissing Booth 2, fue lanzada el 24 de julio de 2020, y una tercera película, The Kissing Booth 3, fue lanzada el 11 de agosto de 2021 en Netflix.

## Reparto
- Joey King como Elle Evans
- Joel Courtney como Lee Flynn.
- Jacob Elordi como Noah Flynn.
- Morné Visser como Sr Flynn
- Meganne Young como Rachel.
- Jessica Sutton como Mia.

- Carson White como Brad Evans.
- Joshua Daniel Eady como Tuppen.
- Angel Gonzáles como Angel Specter.
- Valery Alvarado como Valery Specter.

## Producción
La filmación tuvo lugar en Los Ángeles, California.

## Recepción
The Kissing Booth ha recibido reseñas negativas de parte de la crítica y mixtas de parte de la audiencia. En el portal de internet Rotten Tomatoes, la película posee una aprobación de 15%, basada en 13 reseñas, con una calificación de 4.1/10, mientras que de parte de la audiencia tiene una aprobación de 55%, basada en más de 2500 votos, con una calificación de 3.2/5.
En el sitio IMDb los usuarios le han dado una calificación, de 5.9/10, sobre la base de 85 033 votos. En la página FilmAffinity tiene una calificación de 4.5/10, basada en 2474 votos.